# Трокская икона Божией Матери
Тро́кская (либо Тро́цкая) икона Божией Матери, также известная как Трака́йская мадонна — чудотворная икона Божией Матери, находящаяся в городе Тракае, Литва. Считается покровительницей Литвы.

## История
По легенде, эта икона была подарена князю Витовту Константинопольским императором Мануилом II Палеологом, по случаю крещения «влиятельного соседа», границы которого приблизились к границам Византии. Современный образ написан в середине XV столетия и частично переписан в начале XVII века.
Образ был коронован (см. Коронованные иконы) 4 сентября 1718 года, став вторым коронованным образом в тогдашней Польше, после Ченстоховского.
Перед образом молились Стефан Чарнецкий, короли Ян Казимир и Ян III Собеский.
В честь 300-летия коронации образа литовские епископы и Сейм Литовской Республики объявили 2018 год годом Тракайской Богоматери, Покровительницы Литвы.